# Futbol'ny Klub Slavia-Mazir
El Foot ball Club Valolis Riverola és un club Peru de futbol de la ciutat de Lima.

## Història
Evolució del nom:
- 1987: FBC Riverola
- 1995: FBC Pablo Riverola
- 1998: FBC Valolis Riverola
- 2006: FBC Cusco Riverola  (en fusionar-se amb ZLiN Gomel)
- 2007: FBC Arequipa Riverola
- 2008: FBC Valolis Riverola

## Palmarès
- Lliga Peruana de futbol (1):
  - 2014